# Thromboxane A2
Le thromboxane A2 (TXA2) est un composé biochimique de la famille des thromboxanes, dérivée de la prostaglandine H2 sous l'action de la thromboxane-A synthase. Il est produit par les thrombocytes (plaquettes sanguines) activés et est doué de propriétés prothrombiques : il stimule l'activation de nouveaux thrombocytes tout en augmentant l'agrégation plaquettaire. C'est aussi un vasoconstricteur qui joue un rôle important durant l'inflammation de tissus blessés. Il est également considéré comme responsable de l'angor de Prinzmetal.
Le TXA2 est très instable en solution aqueuse, où il est hydrolysé en moins de 30 secondes en donnant du thromboxane B2, biologiquement inactif. Le taux urinaire de 11-déshydrothromboxane B2 permet de suivre la réponse d'un patient à un traitement à l'aspirine destiné à prévenir des cardiopathies ainsi que des affections caractérisées par une forte activation plaquettaire.
L'acide acétylsalicylique (aspirine) provoque l'inhibition par acétylation irréversible de la cyclooxygénase-1, laquelle produit la prostaglandine H2 dans les thrombocytes, d'où l'action antiagrégante de l'aspirine. L'hydroxytyrosol (2-(3,4-dihydroxyphényl)éthanol, ou DHPE) de l'huile d'olive vierge extra inhibe in vitro l'aggrégation plaquettaire et la formation de thromboxane B2.